# جیمز وارد (هنرمند)
جیمز وارد (انگلیسی: James Ward; ۲۳ اکتبر ۱۷۶۹ – ۱۷ نوامبر ۱۸۵۹) نقاش، هنرمند، قلم‌زن، انیمالیر، کاریکاتوریست، و سنگ‌تراش اهل پادشاهی متحد بریتانیای کبیر و ایرلند بود.
از فیلم‌ها یا برنامه‌های تلویزیونی که وی در آن نقش داشته‌است می‌توان به شب ایگوانا اشاره کرد.